# Le Général Toptyguine (film)

Le Général Toptyguine (Генерал Топтыгин, General Toptygin) est un film muet russe de Vassili Gontcharov, sorti en 1910. Il est inspiré du poème de Nikolaï Nekrassov.

## Équipe technique
- Titre : Le Général Toptyguine
- Titre original : Генерал Топтыгин (General Toptygin)
- Mise en scène et scénario : Vassili Gontcharov, Makarova
- Directeur de la photographie : Alfons Winkler
- Production : Gaumont
- Genre : comédie
- Durée : 124 minutes
- Format : noir et blanc
- Pays : Empire russe
- Sortie : 1910

## Distribution
- Piotr Tchardynine
- Aleksandra Gontcharova (ru)